# نقطه (هنرهای تجسمی)
نقطه نخستین بُعد یک اثر هنری است و در علوم مختلف دارای تعاریف گوناگونی است.

## نقطه از دیدگاه فیزیکی-ریاضی
موجودی است موهوم با ابعاد فیزیکیِ صفر که نه درازا دارد، نه پهنا، نه ژرفا و نه بلندا، ولیکن به‌طور قراردادی به‌وسیلهٔ لکه‌ای بسیار کوچک که به‌زحمت شایان دیدن باشد ترسیم می‌شود.

## نقطه از دیدگاه هنر
موجودیست حقیقی و واقعی که می‌تواند درازا و پهنا یا ژرفا داشته باشد و فقط می‌تواند یکی از این دو ابعاد فیزیکی-ریاضی را به خود تخصیص دهد؛ یعنی یا تنها درازا یا پهنا یا بلندا یا درازا و پهنا داشته باشد.
در نتیجه از لحاظ هنری نقطه موجودی‌ست جاندار و دارندهٔ روح زیرا همه چیز می‌تواند نقطه باشد از بی‌نهایت کوچک تا بی‌نهایت بزرگ حتی انسان.

## مفاهیم دیگر
1. نقطه محصول اثر مداد یا هر وسیلهٔ اثرگذار بر صفحه است که با توجه به نوع ابزار، شکل آن متغیر خواهد بود.
2. نقطه حاصل برخورد دو خط است. اندازهٔ نقطه نسبی است و بستگی به محیط آن دارد.

نقطه به‌عنوان ساده‌ترین و ناچیزترین عنصر تصویری در شرایط خاصی جلوه‌های تازه به خود می‌گیرد و نمود آن متغیر می‌شود و حتی ارزش تصویری تازه‌ای پیدا می‌کند. یک نقطه دارای انرژی تصویری است و هرگاه برای قوه بینایی مطرح شود و ادراک گردد موجودیت خود را اعلام کرده‌است. در ضمن هرگاه شروع به رشد نماید جلوهٔ خط یا عناصر دیگر را به خود می‌گیرد. هر نقطه‌ای دارای مفهوم و جلوهٔ خاص تصویری است از جمله: دارای «مرکزیت» و «ایستا» است، به‌ویژه اگر به‌صورت واحد در سطح یا در فضا مطرح شود. هرگاه قطره‌ای از یک مایع رنگین، مانند جوهر، بر روی سطحی می‌افتد، شکلی که حاصل می‌شود نقطه را تصویر می‌کند حتی اگر به‌صورت دایره یا شکل هندسی مشخص نباشد. نقطه دارای انرژی است که انرژی آن بسیار متراکم و در درون آن نهفته‌است. در موسیقی فاصله‌های بین سکوت و صدا را نقطه می‌دانند. نقطه دارای ارزش نسبی است. بستگی دارد در چه شرایطی و در چه فضایی مطرح شده باشد. به همین جهت نقطه ممکن است گاهی به‌صورت سطح جلوه داشته‌باشد یا عکس آن اتفاق بیفتد.

## تراکم (تجمع)
وقتی در یک تصویر، نقاط مشابه به‌صورت یکنواختی پراکنده شده‌باشند، در نتیجه جاذبهٔ بصری ایجاد نمی‌شود اما اجتماع و تراکم نقاط در بعضی قسمت‌ها توجه مخاطب را به این بخش‌ها در کادر بیشتر جذب کرده و تیرگی و روشنی و حرکت را در این قسمت‌ها به خوبی نشان می‌دهد. بی‌نهایت نقطهٔ مختلف ایجاد تاریکی روشنی می‌کند. بخشی که در آن تراکم نقطه کمتر است روشنتر دیده می‌شود و بخشی که در آن تراکم نقطه بیشتر است تیره‌تر دیده می‌شود.

## تفرق نقاط
از تراکم و تفرق نقاط (انبساط نقاط) می‌توان طرح‌هایی را به وجود آورد. بدین طریق که در میان تعدادی نقطهٔ پراکنده نقاطی را به هم نزدیکتر نمود یا اینکه اندازهٔ نقاطی را نسبت به نقاط اطرافش بزرگتر در نظر گرفت. وجود نوعی ارتباط متقابل در میان آن‌ها برای ایجاد تأثیر مثبت و هماهنگی الزامی است در غیر این صورت عدم ارتباط میان آن‌ها نوعی اغتشاش بصری ایجاد خواهد شد که مانع از تأثیرگذاری متمرکز بر مخاطب می‌شود.

## تعادل
نقطه ساده‌ترین عنصر بصری است و نخستین و مهم‌ترین کارکرد آن این است که وضع و مکان را در فضا بیان می‌کند. موقعیت نقطه و حتی رنگ آن نیز ازنظر ترکیب در کادر بسیار حائز اهمیت است؛ برای مثال، نقطهٔ زرد به بالای کادر یا تصویر گرایش دارد و نقطهٔ آبی، به‌دلیل سنگینی و خوی آرامشیِ رنگش، به پایین سقوط یا رسوب می‌کند، و چنین است که نقطهٔ سرخ به‌طرف چپ و سبز به‌طرف راست میل می‌کند.

### تکرار منظم نقاط و ایجاد نقش‌ونگار
اگر گروه‌های چندتایی از نقاط را به‌عنوان یک واحد منظماً تکرار کنیم و گسترش دهیم، ایجاد نقش خواهد کرد، و این از دیگر کارکردهای نقطه است.

### ترتیب نقاط: حرکت بصری
از گردهم‌آیی پراکندگی کنارهم‌چیدن، بزرگ و کوچک کردن و دور و نزدیک کردن نقاط می‌توان احساس بصری حرکت (پیچیده، سیال، منقطع، متصل و…) را القا کرد.